# Mançoria
Mançoria (em árabe: المنصورية; romaniz.: al-Mansuria) foi a capital do Califado Fatímida durante os reinados dos imãs xiitas ismaelitas Almançor Bilá (r. 946–953) e Almuiz Aldim Alá (r. 953–975). Situava-se no que é atualmente o extremo sudeste da cidade de Cairuão, Tunísia, antiga capital da Ifríquia.
Erigida entre 946 e 972, Mançoria era uma cidade muralhada, onde se erguiam palácios cuidadosamente projetados, rodeados de jardins, lagos artificias e canais de água. Durante um curto período, a cidade foi o centro de um poderoso estado que incluía a maior parte do Norte de África e da Sicília. Após deixar de ser a capital fatímida, foi a capital provincial dos Zíridas até 1057, quando foi destruída pelas tribos invasoras dos Banu Hilal. Todos os objetos e materiais úteis ou de valor foram pilhados durante os séculos seguintes e atualmente só restam vestígios ténues da antiga cidade.

## Contexto histórico
O Califado Fatímida teve origem num movimento xiita ismaelita lançado na Síria por Abedalá Alaquebar, que se reclamava descendente, através de Ismail, o sétimo imã xiita, de Fátima, a filha do profeta do Islão Maomé, da qual os fatímidas tomaram o nome. Em 899, Abedalá Almadi Bilá tornou-se líder do movimento e pouco depois fugiu dos seus inimigos, refugiando-se em Sijilmassa, no sul de Marrocos, onde pregou disfarçado de mercador. Posteriormente, um dos seus apoiantes, um militante chamado Abu Abedalá, o Xiita, organizou uma revolta dos Berberes que derrubou a dinastia aglábida tunisina e convidou al-Mahdi para assumir o cargo de imã e califa. A cidade de Mádia foi então fundada na costa do Mediterrâneo para ser a capital do novo estado. O Califado Fatímida cresceu até incluir a Sicília e estender-se por todo o Norte de África desde a costa atlântica até à Líbia.
O terceiro califa fatímida em Ifríquia foi o líder ismaelita xiita Abu Tair Ismail Bilá, que foi investido como imã em 12 de abril de 946 em Mádia, cinco semanas antes do seu pai morrer em grande sofrimento. Abu Tair tomou o nome de Almançor ("o vencedor"). Nessa altura, Mádia estava cercada pelo rebelde carijita Abu Iázide, contra o qual Almançor lançou um ataque; em agosto de 946 tinha alcançado uma posição de superioridade nos combates pelo controlo de Cairuão. Depois desta vitória, decidiu fundar a sua nova capital no local do seu acampamento no campo de batalha, imediatamente a sul de Cairuão. Delineou a planta da cidade imediatamente após a batalha, em 946, embora passasse mais um ano em guerra antes de Abu Iázide ser finalmente derrotado.

## Construção
Mançoria situava-se a menos de dois quilómetros a sul da cidade de Cairuão já existente. Substituiu Mádia como capital do império. Almançor mudou-se à nova cidade em 948. Na construção foram usados materiais de construção retirados da antiga capital aglábida de Raqqada, próxima de Cairuão e que tinha sido destruída pelos rebeldes carijitas.
A nova cidade ocupava uma área de cerca de 100 hectares. Era de forma circular, à semelhança de Bagdade originalmente, uma forma escolhida possivelmente com o intuito de desafiar o califa sunita abássida que tinha a sua capital naquela cidade. As muralhas tinham 12 côvados (5,5 metros) de espessura e foram construídas com tijolos cozidos aparelhados com argamassa de cal. O espaço entre as muralhas e os edifícios interiores era semelhante ao da largura de uma autoestrada moderna. A cidade dispunha de uma mesquita congregacional. O palácio do califa era perto do centro, onde também havia outros palácios usados para fins cerimoniais, diplomáticos e administrativos. O complexo palaciano ocupava uma área de 44 ha e o edifício principal era chamado Sabra ("força ou fortaleza moral"). Os historiador ibne Hamade (1153/4–1230) descreveu os edifícios do palácio como estruturas altas e esplêndidas rodeadas de jardins e água, que demonstravam a riqueza e poder do califa; os seus nomes indiciam a sua natureza: a Sala de Audiências Cânfora, a Câmara do Diadema, a Sala de Audiências Perfumada e a Câmara de Prata.
A construção de Mançoria foi terminada durante o reinado de Almuiz, que assegurou o abastecimento de água com a construção de um aqueduto. Com 36 km de extensão, este era baseado numa estrutura similar construída pelos Aglábidas. Almuiz mandou também construir uma nova conduta no aqueduto e acrescentou-lhe uma extensão de 9 km. Outra construção do tempo de Almuiz foi um grande salão, cujas colunas com mais de um metro de diâmetro, vieram de Sousse, situada a um dia de marcha. As obras da cidade foram acabadas em 972, um ano antes de Almuiz se mudar para o Egito.

Extensão do Califado Fatímida

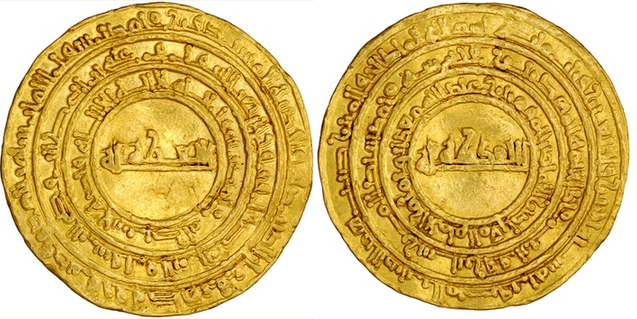
Dinar cunhado na cidade em 953/954

## Ocupação
A cidade era sobretudo uma residência real, que continha palácios, jardins, uma ménagerie (espécie de jardim zoológico) com leões, quartéis e os estábulos reais. Almançor moveu 14 000 famílias cotamas à cidade e criou um soco (mercado). Segundo ibne Muadabe, «Almuiz ordenou aos mercadores de Cairuão que fossem às suas lojas e oficinas em Mançoria e regressassem a casa, para junto das suas famílias, à noite.» Diz-se que as taxas cobradas sobre os produtos que entravam na cidade pelas suas quatro portas que ascendiam a 26 000 dinares de prata por dia.
No seu apogeu, Mançoria foi a capital de um estado que incluía a maior parte do Norte de África, desde Marrocos à Líbia, e ainda a Sicília, embora esta estivesse sob a ameaça do Império Bizantino e do Sacro Império (então governado por Otão I), duas potências ativas no sul de Itália. Em 957, uma embaixada do Império Bizantino levou um tributo do imperador devido à sua ocupação da Calábria, composto por vasilhas de ouro e prata decorados com pedras preciosas, sedas, brocados e outros valores. Em Itália, Almuiz planeou a invasão do Egito, cuja conquista faria os Fatímidas rivais do poder dos Abássidas em Bagdade.
O general fatímida Jauar, o Siciliano conquistou o Egito em 969. Ele construiu uma nova cidade palaciana no território conquistado, perto de Fostate, a que também chamou Mançoria. Quando o imã ali se instalou em 973, o nome foi mudado para Cairo (al-Qahira). A nova cidade era retangular e não circular. Ambas as capitais fatímidas tinham mesquitas chamadas Alazar, do nome da filha de Maomé, Fátima Alazar, e ambas tinham portas chamadas Babal Futu e Babe Zuaila. Como Mançoria, Cairo tinha igualmente dois palácios, um para o califa e outro para o seu herdeiro, um em frente do outro.

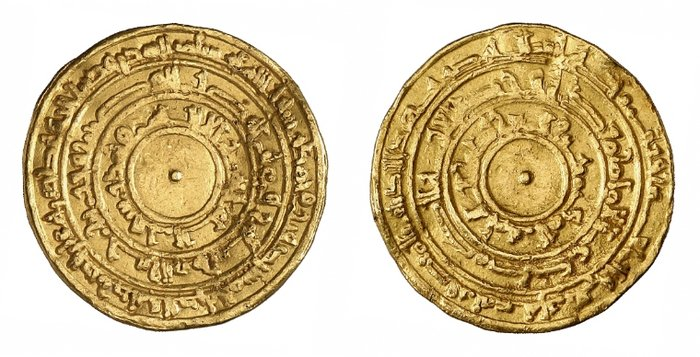
Dinar de ouro cunhado emMançoria em 955

Após os califas fatímidas se terem mudado para o Egito, Mançoria permaneceu a capital dos Zíridas, que se tornaram os governantes locais durante os 85 anos seguintes. O emir zírida Almançor ibne Bologuine (r. 972–984) construiu um palácio para si na cidade. Há registos de um casamento magnífico em 1022 ou 1023, do seu neto Almuiz ibne Badis, para o qual foram construídos pavilhões no exterior da cidade, foi exposto um extenso conjunto de têxteis e bens manufaturados e foi tocada música por inúmeros instrumentos. Almuiz ibne Badis, que governou Ifríquia como vassalo dos Fatímidas entre 1015 ou 1016 e 1062, reconstruiu as muralhas de Cairuão e construiu duas outras ao longo de ambos os lados da estrada que ligava aquela cidade a Mançoria. Ordenou também a transferência das oficinas e do comércio de Cairuão para Mançoria.

## Destruição
A cidade sofreu ataques dos Árabes nómadas da tribo Banu Hilal, o que levou os Zíridas a abandonarem-na e a mudarem-se para Mádia. Mançoria nunca mais voltou a ser ocupada. Os seus materiais de construção foram depois usados pelos habitantes de Cairuão. Em 2009, o local da cidade era um descampado, atravessado por muitas valas e rodeado de casas de gente pobre. Tudo o que podia ser aproveitado para construção ou outros fins foi pilhado durante os séculos em que esteve abandonada. Pedras, tijolos, vidros e metal foram completamente removidos. Pouco mais sobreviveu do que alguns fragmentos de estuque.

## Arqueologia
Reconhecimentos aéreos do local confirmaram que ali existiu um grande recinto artificial, de forma aproximadamente circular, onde se distinguem vestígios de vários reservatórios circulares e retangulares. Os lagos podem ser identificados com os lagos artificiais descritos pelo poeta da corte Ali ibne Maomé Aliadi, que rodeavam o palácio. As fundações foram descobertas em escavações e há também vestígios das colunas de um grande salão e de algumas partes do canal.
Na década de 1920, o orientalista francês George Marçais levou a cabo uma pequena escavação. Na década de 1950, Slimane Mostafa Zbiss liderou uma outra mais minuciosa do palácio do quadrante sudeste da cidade. Esse local foi objeto de mais escavações levadas a cabo por uma equipa franco-tunisina entre o final da década de 1970 e 1982. Porém, poucos resultados foram publicados e não há registos das localizações estratigráficas dos fragmentos de estuque que foram encontrados.
Entre 2003 e 2008 foi levado a cabo um projeto mais cuidadoso, durante o qual foi feito um esforço para localizar os fragmentos de estuque. Há evidências de múltiplas fases de ocupação, com diversos estilos e decoração, incluindo padrões de flores e folhas, geométricos, figuras humanas e animais, e epigrafia. Algumas decorações assemelham-se a trabalhos pré-islâmicos tunisinos, enquanto outros são de estilos comuns em outros sítios islâmicos. Os sinais de trocas culturais com o Egito são menos do que seria de esperar, ao mesmo tempo que mostram um grau surpreendente de contacto com o Alandalus, apesar das hostilidades contínuas entre os Fatímidas e os Omíadas da Península Ibérica.